# Ondřej Vála
Ondřej Vála (* 13. dubna 1998, Kolín, Česko) je český hokejový obránce hrající českou extraligu ELH v týmu HC Dynamo Pardubice.
Vála hokejově vyrůstal v Pardubicích, kde z žákovského hokeje prošel přes mladší a starší dorost až k juniorům, kde byl oporou zadních řad už ve svých 16 letech. Od roku 2013 navíc nastupoval za české mládežnické reprezentace, ale větší akci si zahrál až na Memoriálu Ivana Hlinky 2015. Před sezónou 2015/16 byl draftován v CHL Import Draftu z 11. místa Kamloopsem Blazers z ligy WHL, kam také odešel hrát. Svými výkony na sebe upozornil trenéry reprezentační osmnáctky a byl nominován na šampionát 2016. Po sezóně si jej jako nedraftovaného hráče pozval do přípravného kempu tým NHL - Dallas Stars. V kempu si vysloužil počáteční tříletou nováčkovskou smlouvu. Přesto byl odeslán nejdříve na 3 utkání do nižší ligy AHL k týmu Texas Stars a posléze zpět do juniorské WHL. Vála byl opět testován v kempu Dallasu před sezónou 2017/18, ale po třech utkáních byl opět odeslán do Kamloopsu. V obou sezónách, tedy 2016/17 a 2017/18 se účastnil juniorských světových šampionátů a na druhém z nich plnil roli zástupce kapitána týmu.

## Úspěchy

### Kolektivní úspěchy
- 2015 - Stříbrná medaile na Evropském zimním olympijském festivalu mládeže.